# Cathédrale Sainte-Marie de Gérone
Cette  cathédrale n’est pas la seule cathédrale Sainte-Marie.
La cathédrale Sainte-Marie est une cathédrale de la ville de Gérone, dans la communauté autonome de Catalogne, en Espagne. Elle est située sur le point le plus haut de la ville.
Sa construction a débuté au XIe siècle en style roman, s'est poursuivie au XIIIe siècle en style gothique en conservant le cloître et la tour. Les travaux se sont terminés au XVIIIe siècle.

## Histoire
Une église chrétienne primitive existait à cet endroit avant la conquête islamique de l'Ibérie et à la suite de laquelle, en 717, elle fut convertie en mosquée. En 785, sous Charlemagne, les Francs reconquirent la ville et, en 908, l'église fut à nouveau consacrée.

### La cathédrale romane
En 1015, l'église était dans un piteux état. L'évêque Pere Roger, fils du comte Roger Ier de Carcassonne, la restaura grâce à l'argent qu'il avait obtenu en vendant le monastère Saint Daniel de Gérone (es) à son beau-frère, le comte Raymond Borrell de Barcelone. La construction de l'église et son cloître, dans un style roman lombard, dura jusqu'en 1038. Le clocher fut terminé en 1132 et le cloître pendant le XIIe siècle.

### La cathédrale gothique

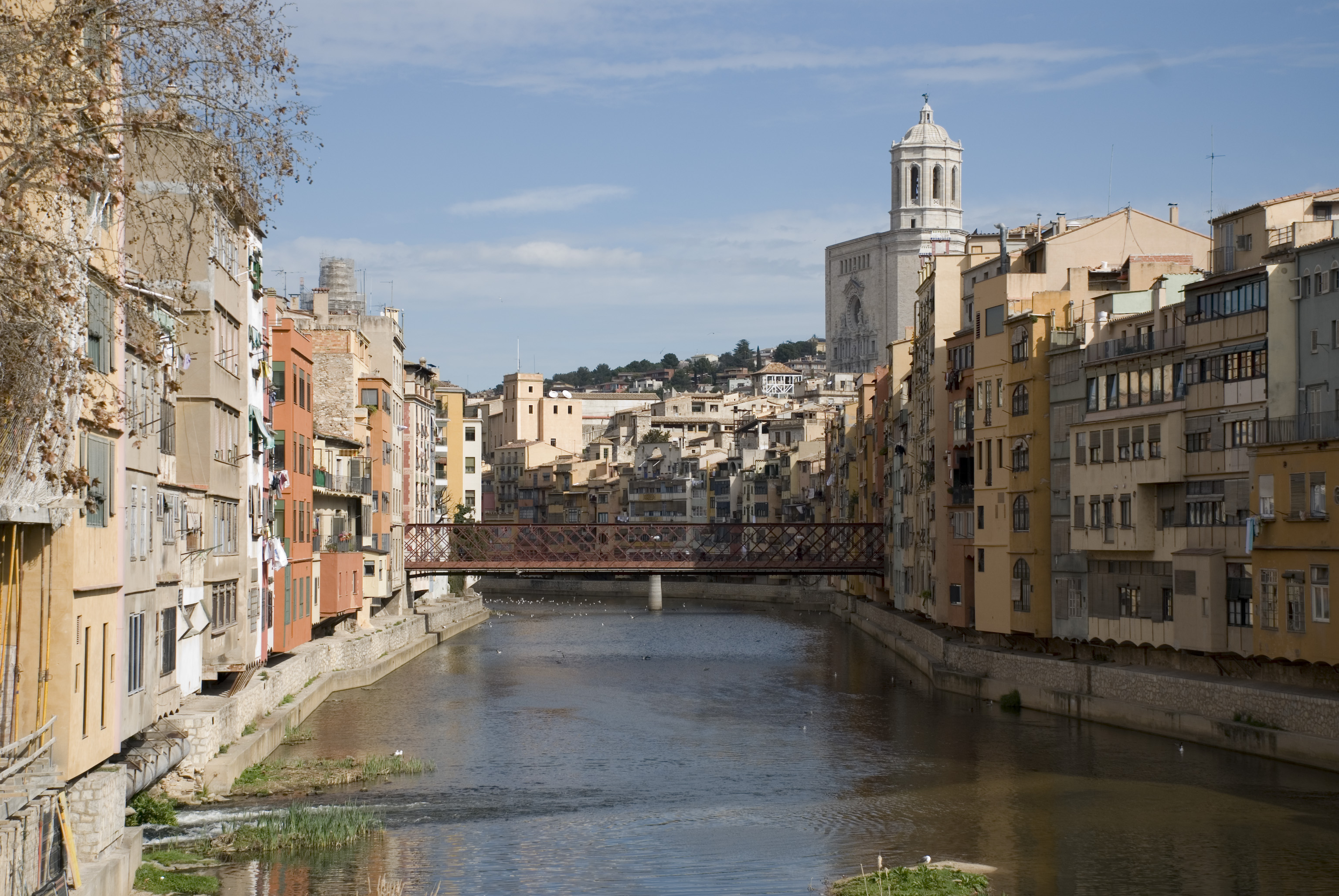
La cathédrale vue de la rivière Onyar.

Le travaux d'une nouvelle construction commencérent en 1312 par l'absis, mais tout fut redessiné  un siècle plus tard par Pere Sacoma. En 1417, après quelques années d'hésitations, Guillem Bofill et Antoni Canet reprenerent le projet. Le nouveau plan comprenait une grande nef gothique, encore la plus grande nef gothique du monde — 22,98 mètres — et la deuxième nef la plus large du monde, tous styles confondus, après la basilique Saint-Pierre de Rome (à titre de comparaison, la largeur de la nef de la cathédrale de Reims est de 14,65 mètres, Saint-Étienne de Sens, 15,25 mètres, et 12 mètres à Notre Dame de Paris). Son élévation intérieure est de 35 mètres et la tour atteint 70 mètres.

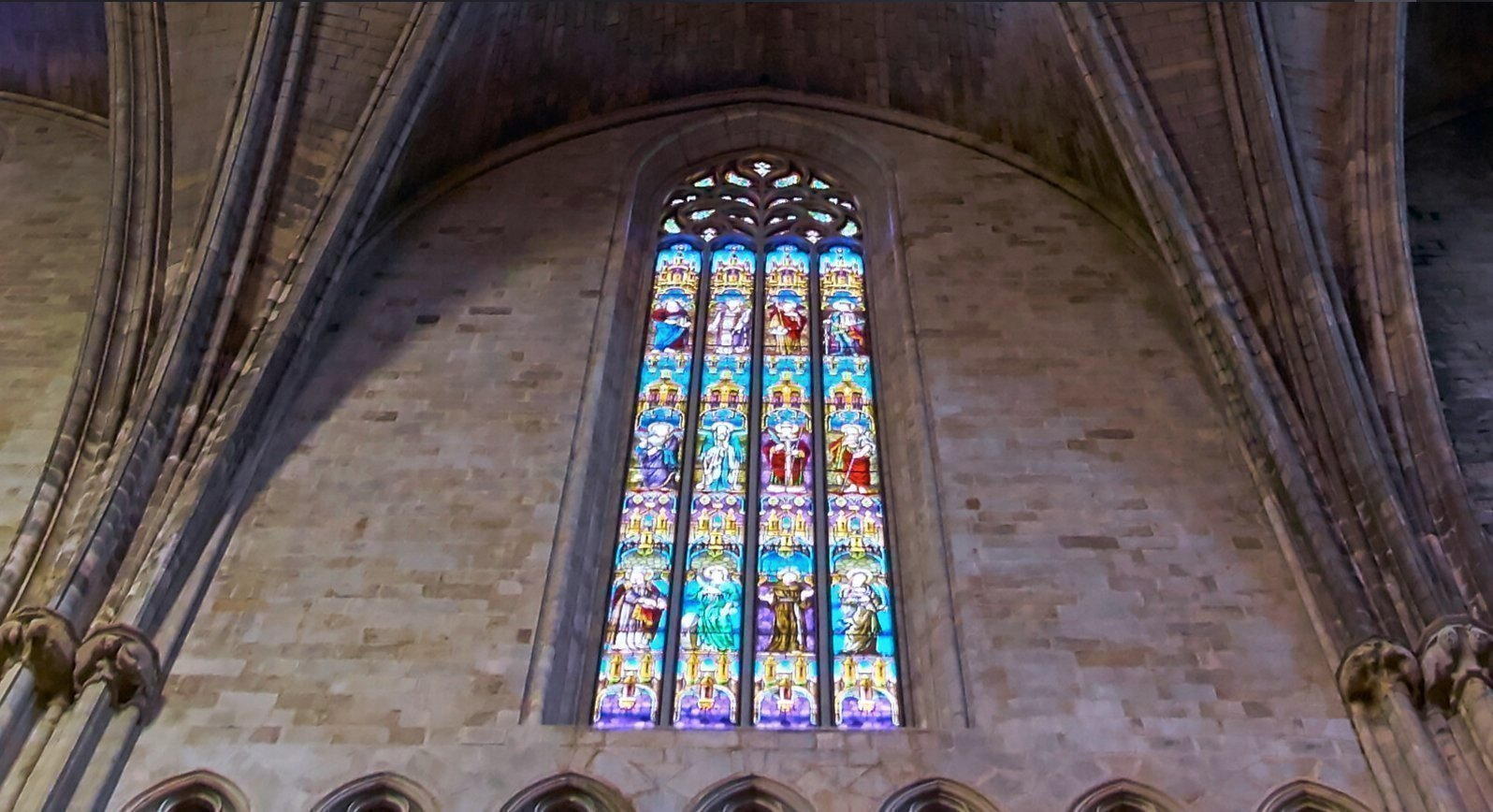
L'un des grands vitraux du côté nord, mesure 14 mètres de haut sur 3 mètres de large

## Description

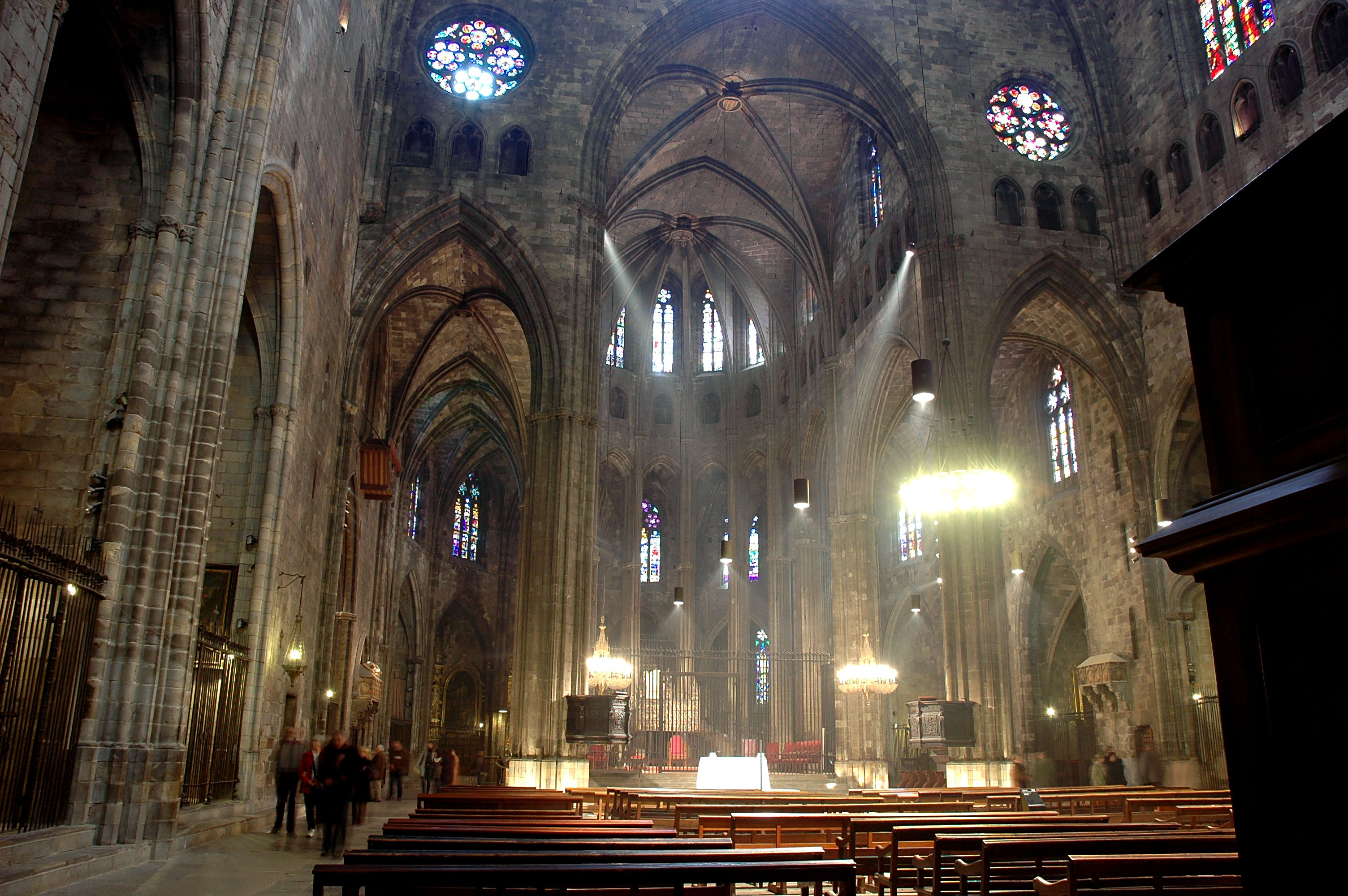
Grande nef centrale

L'intérieur montre la grandiose nef gothique unique, couverte par une voûte à arcades diagonales soutenues par des groupes de petites colonnes. Les contreforts latéraux du premier secteur abritent deux chapelles par section. Dans la deuxième zone, dans les deux sections avant d'atteindre le presbytère, de grandes fenêtres gothiques s'ouvrent et en dessous, les fenêtres à claire-voie qui traversent les deux murs. Avant le presbytère et fermant le fond de la grande nef, un mur est érigé avec un arc central et deux latéraux, plus trois oculi, deux plus petits au-dessus des trois petites fenêtres de la claire-voie et un plus grand au centre, près de la voûte. Les vitraux du presbytère datent du XVIe siècle, sur le thème de la vie de la Vierge.

## Trésor de la cathédrale
C'est au Trésor que nous trouvons l’impressionnante collection d'art que le Chapitre de la cathédrale de Gérone a préservé et enrichi au fil du temps. Dans ces quatre salles on peut trouver des pièces de différentes époques, styles et techniques, beaucoup d'entre elles primordiales pour l'Histoire de l'art. Dans l'ensemble, la célèbre tapisserie de la Création occupe une place prioritaire, mais vous serez sûrement surpris par les œuvres comme le coffret de Hicham II, la sculpture de Saint Charlemagne, le Beatus ou le prestige de la comtesse Ermessenda de Carcassonne, pour n’en nommer que quelques-uns.

### Parcours par le musée du Trésor

#### Salle 1
Les salles capitulaires ont été construites entre 1705 et 1725 et étaient l'ancien lieu de rencontre du chapitre. Le trésor capitulaire y est exposé depuis 1951. Dans cette salle on trouve des pièces de différentes périodes et techniques. Des sculptures baroques et romanes, la tapisserie ou l'orfèvrerie de l'ancien Al-Andalus.

#### Salle 2
Cette salle est caractérisée par la collection des croix de procession et la custode de la chambre qui l'a présidé (œuvre de Francis Artau datée du milieu du XVe siècle). Sachez que ces pièces remplissent toujours leurs fonctions liturgiques aujourd’hui et, par conséquent, des célébrations, processions et d'autres manifestations religieuses y sont toujours organisées. Elles remplissent donc leur fonction primaire mais également une seconde fonction en étant exposées : la culture. D'autres éléments sont également à mettre en valeur : notamment le retable Renaissance de Sainte-Hélène et la sculpture gothique de Saint Charlemagne.

#### Salle 3
Parmi les nombreuses pièces de cette salle, l'orfèvrerie de petit format présente dans une grande partie de l'Histoire de l'art jusqu'à nos jours est à souligner. Mis en évidence par la Bible de Charles V de France et le Beatus, les manuscrits ont un poids particulier.

#### Salle 4 ou salle de la Tapisserie
Une seule pièce est présentée dans cette salle, mais son importance le mérite. C'est la fameuse tapisserie de la Création, une broderie de la fin du XIe ou début du XIIe siècle qui présente une importante iconographie relative à divers événements : scènes de la Genèse, les mois de l'année, la découverte de la Vraie Croix, etc.

### Œuvres et objets remarquables

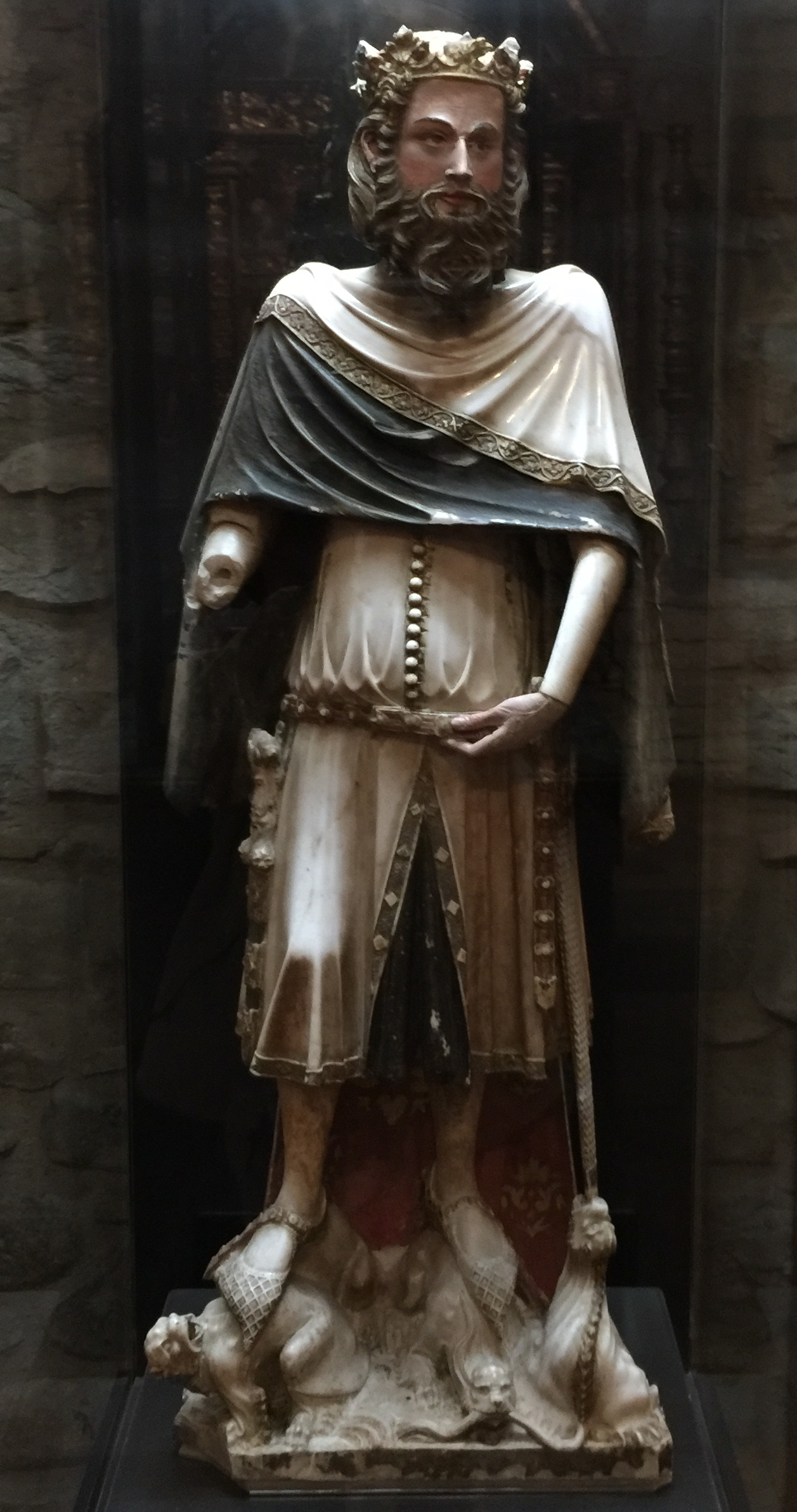
Statue de saint Charlemagne par Jaume Cascalls, vers 1345.

- Mère de Dieu en bois. La Mère de Dieu en bois, datant du XIIe siècle, a été recouverte de feuilles d'argent et devait se retrouver alors au chœur romain.

- Coffret de Hicham II. Le coffret de Hicham II, du Xe siècle, est un cadeau du calife de Cordoue à l'évêque de Gérone. Il est gravé d’argent et d'or et a été signé sous le verrou par l'orfèvre juif Juda ben Boçla.

- Custode de Corpus Christi. La deuxième salle du trésor est dominée par la custode de Corpus Christi, œuvre du géronais Francisco Artau, datée de 1438. Elle reproduit des structures architecturales avec l'argent doré, des émaux et des pierres précieuses, et accompagnée de saints. Tout autour se trouvent quatre grandes croix processionnelles : une avec des émaux (XIVe siècle), une en or (avec des perles naturelles et des émaux délicats, du début du XVIe siècle) celle des guildes (XIVe siècle) et une en argent doré (XVIe siècle).

- Saint-Charlemagne. Saint-Charlemagne est représenté par une sculpture gothique en albâtre polychrome. Représentant, semble-t-il, une crypto-retrait du roi Pierre d'Aragon, celle-ci met en évidence les points forts techniques du sculpteur Jaume Cascalls. Les monstres grotesques que le saint trépigne attirent également l'attention.

- Cachet d'Ermessenda. La Comtesse Ermessenda (972-1058) a été étroitement liée à la cathédrale de Gérone, en particulier parce que son frère Père Roger y était évêque. Par conséquent, elle l’a choisie comme lieu de repos éternel et a également présenté son cachet au Chapitre comme signe de confiance. Celui-ci est remarquable pour avoir le nom de la comtesse en latin et en arabe.

- Beatus.

- Tapisserie de la Création.

- Bible de Charles V de France[2]